# 디아블로 (비디오 게임)
디아블로(Diablo)는 액션 롤플레잉 핵 앤 슬래시 비디오 게임으로 블리자드 노스가 개발하고 , 블리자드 엔터테인먼트에 의해 1996년 12월 31일 발매되었다.
가상 왕국인 성역 세계의 칸두라스를 배경으로 하며, 디아블로의 플레이어는 영웅으로써 공포의 군주 디아블로를 제거하기 위해 홀로 전투를 벌인다. 트리스트럼 마을 아래, 플레이어는 16층의 무작위로 형성된 지하 미궁을 지나치며, 지옥으로 진입해 디아블로를 상대한다.
디아블로: 지옥불로 명명된 확장팩이 1997년 시에라 엔터테인먼트에서 출시되었다. 1998년에는 디아블로가 플레이스테이션으로 발매되었다. 이 플랫폼에서는 영웅을 플레이스테이션 게임 패드로 조종하며 클라이맥스 스튜디오에서 개발되었다. 디아블로의 후속작으로 2000년에 발매된 디아블로 II와 2012년에 발매된 디아블로 III가 있다.

## 게임 플레이
디아블로는 액션 롤플레잉 핵 앤드 슬래시 비디오 게임이다. 플레이어는 주변 환경을 마우스로 사용해 영웅을 움직이게 한다. 주문을 외는 등의 다른 활동은 키보드 입력으로 이루어진다. 플레이어는 이 게임에서 장비를 획득하고, 주문을 배우고, 적을 쓰러뜨리며, NPC와 대화를 나눌 수 있다.
지하 미궁은 주어진 형식이 있고 부분적으로 반복되는 형태가 존재하나 전체적으로 보면 무작위로 생성된다. 예를 들어 지하 묘지의 경우에는 긴 복도와 닫힌 문들이 존재하고, 동굴은 좀 더 선형 형태를 띠고 있다. 플레이어에게는 몇몇 단계에서 무작위의 퀘스트를 받는다; 이 퀘스트는 선택적인 사항이나 플레이어의 영웅들을 성장시키거나 줄거리를 이해하는데 도움을 준다. 그러나 맨 뒤에 두 퀘스트는 게임을 끝내기 위해 완료시켜야 한다.

### 직업
디아블로에는 3가지 직업이 있다: 전사, 도적, 그리고 마술사가 그들이다. 각 직업은 레벨마다 능력치가 다르고 다양한 기술들을 보유하고 있다. 각 직업은 대부분의 장비와 주문을 공유하는데, 이는 직업 별로 특화된 장비와 주문이 있는 디아블로 시리즈의 후속작들과 대조된다. 그러나, 각 직업의 능력치 제한은 효율적으로 각 직업을 운용토록 유도한다: 예를 들어 전사는 마법력이 낮아 상위 마술사의 강력한 주문을 사용치 못하도록 하나, 근접전에 능해 무기를 더 빠르게 휘둘러 "치명타"로 추가 피해를 입힐 수 있다.
- 전사: 세 직종들 중 가장 육체적이다. 전사는 근접해서 싸우며, 물리적 피해를 가장 많이 흡수할 수 있다. 전사의 주 능력치는 힘이다. 전사는 기본적으로 본래 내구력의 희생하여 장비를 수리할 수 있는 능력을 지닌다.[6]
- 도적: 원거리 무기 달인이다. 전사처럼 강력하지는 않지만, 도적은 원거리에서 활로 적을 공격하는데 능하다. 도적의 주 능력치는 민첩성이다. 도적의 기본 기술로는 함정을 해제하는 능력이 있다.[6]
- 마술사: 주문을 사용하며 세 직업들 중 가장 허약하나, 최고 단계의 주문을 욀 수 있다. 마술사의 주 능력치는 마법이다. 마술사의 기본 기술은 지팡이에 담을 수 있는 총 주문양을 희생하여 주문을 충전하는 것이다.[6]

확장팩 디아블로: 불지옥에서는 수도사가 추가되었다. 수도사는 지팡이를 사용해 근접 전투를 하는데 능하며, 디아블로 III의 수도사와는 별개 인물이다. 디아블로: 불지옥의 개발 단계에서 완성되지 못한 두 직업으로 시인과 야만용사가 있으며, 코드를 통해 확인 가능하다. 이들은 각각 도적과 전사와 같은 외관상을 띄며, 시인은 양손 무기를 주로 사용하며, 야만용사는 양손 도끼 전문가이다.

### 장비
다수의 장비들은 효율적인 사용을 위한 최소 능력치가 존재한다. 일반 장비는 흰색으로 쓰여 있고, 마법 장비는 파란색으로, 고유 장비는 금색으로 쓰여져 있다. 흰색으로 쓰여진 장비가 아닌 경우 마법 효과를 사용하기 위해 감정이 필요하다. 그러나, 영웅들은 감정되지 않은 장비를 일반 장비처럼 사용할 수 있다. 장비는 내구력에 한계가 있으며 사용할수록 달아간다. 장비의 내구력이 0이 되면 이는 파괴된다. 플레이어는 마을에 복귀하여 대장장이 그리스월드에 지불하여 장비를 수리 할 수 있으며, 전사는 본래 내구력을 희생해 장비를 수리할 수 있다.
활은 도적이 주로 사용하는 원거리 무기이다. 지팡이는 물리적인 공격이 가능하나 이를 주문을 외는데 사용할 수 있는데, 지팡이로 왼 주문은 배우거나 마나를 사용하지 않아도 된다. 지팡이의 주문은 제한된 횟수만큼 욀 수 있고 그 이상 하려면 충전을 해야 하는데, 마녀 아드리아를 찾아갈 수 있으며, 마술사의 경우 지팡이에 담을 수 있는 주문 횟수를 희생하여 충전할 수 있다. 검은 주로 한손 무기이나, 양손으로 쓰는 형태의 검도 존재한다. 모든 도끼는 양손으로 다루는 무기이며, 방어력을 희생해 공격력을 올릴 자들이 사용한다. 철퇴와 방망이는 산송장에 50%의 추가 피해를 입힐 수 있다. 방패는 한손 무기와 조합되어 공격을 막는데 사용된다. 방어구는 세 종류로 나뉜다: 경갑, 중간, 그리고 중갑으로 되어 있으며, 몸통에 장비한다. 영웅은 그 외에도 투구, 반지 두개, 부적 한개를 착용할 수 있다.
책은 주문 공식을 지니고 있다. 주문책은 한번밖에 사용할 수 없으나, 같은 주문의 두권 이상의 책은 주문 강도를 높일 수 있으며, 이를 15회까지 중첩할 수 있다. 두루마리는 배우지 않은 주문이나, 책 형식으로 획득할 수 없는 주문을 욀 수 있게 한다. 이 장비는 1회용이며 사용 후 사라진다. 많은 물약을 사용 가능하며, 이를 체력과 마나 회복에 사용되고, 영약은 능력치를 올리는데 사용된다.

### 멀티플레이
멀티플레이에서는 최대 4인이 협력할 수 있다. 멀티플레이어의 영웅 상태는 주기적으로 저장된다. 플레이어는 다른 플레이어와 협력하거나, 서로 적대적으로 대할 수 있다. 플레이어는 다음 방식으로 상호 연결 가능하다: 직접 연결, 모뎀 연결, 배틀넷 접속, 혹은 IPX 네트워크 연결. 다른 블리자드의 고전 게임들과 마찬가지로 치트 방시 시스템이 취약하고, 그 결과 온라인의 다수의 영웅이 트레이너나 치트 엔진 같은 3자 편집 프로그램에 변하였다.

### 저장
싱글플레이에서는 저장(SAVE GAME)을 클릭하면 저장이 가능하며, 멀티플레이에서는 게임을 종료하면서 자동으로 저장된다.
디아블로 1과 2에서는 저장후 다시접속하면 마을로 돌아가게되고 만들어둔 포털이 사라진다.
디아블로 1과 2에서는 오프라인 싱글플레이가 존재하였으나 디아블로 3에서부터는 싱글플레이도 베틀넷에 접속하여 진행하게 되며
자동 저장 위치 (Check Point)에 도달하면 자동으로 저장되고 죽거나, 종료 후 재접속 하면 해당 위치에서 재시작 하게 된다.

## 줄거리

### 배경
디아블로의 배경으로는 성역 세계와 천상, 그리고 지옥이 있다. 천사들과 악마들간의 영원한 분쟁이 지속된 와중에, 인간의 등장은 3대 고위 악마들이 대악마(디아블로, 메피스토, 바알)들에 영향을 끼치는 계획을 품게 하였고, 그 결과 이들은 필멸자들의 세계에 추방당하였다. 이후, 그들은 혼돈, 불신, 그리고 증오를 성역의 인간들에게 퍼뜨리다가 대천사 티리엘이 만든 마법사 단체 호라드림이 그들을 영혼석에 봉인하였다. 메피스토는 쿠라스트의 자카룸 사원 깊숙한 곳에, 디아블로는 칸두라스의 깊은 동굴에, 바알은 탈라샤라는 호라드림의 몸에 갇힌 채 사막의 무덤 깊은 곳에 봉인되었다. 호라드림은 디아블로가 봉인된 동굴 위에 수도원을 짓고 디아블로의 영혼석을 지키기로 했다.
수 세대에 거쳐 수도원의 본래 목적이 잊혀졌다. 소규모 마을인 트리스트럼이 수도원의 폐허 근처에 세워졌다. 레오릭 왕이 수도원을 대성당으로 바꾸었을 때, 디아블로는 대주교 라자루스의 정신을 지배해 자신의 영혼석 감옥을 파괴토록 하였다. 디아블로는 이후 왕을 지배하여 기사들과 성직자들이 평화로운 왕국과 전쟁을 벌이도록 하였으며, 이후 왕의 아들 알브레히트 왕자를 숙주로 삼아 대성당 지하의 동굴과 지하 묘지를 어린 소년의 악몽으로부터 나온 괴물들로 채웠다.
트리스트럼은 공포와 두려움의 마을로 변하였고, 사람들이 밤마다 납치되었다. 왕도, 법도, 군도 그들을 지켜줄 수 없는 가운데, 많은 마을 사람들이 도망쳤다.

### 게임 진행
게임은 플레이어의 영웅(레오릭 왕의 아들)이 트리스트럼에 도착하는 것으로 시작된다. 남은 몇몇의 장로 케인 (후속작에서는 데커드 케인으로 불린다.) 을 비롯한 마을 주민들이 플레이어를 도우며 배후의 사건을 밝히기도 한다. 대성당 아래의 미궁을 통해 지하 묘지로, 동굴로, 그리고 지옥으로 이동할 수 있으며, 각 미궁에는 산송장, 야수, 그리고 악마들이 득실거린다. 레오릭 왕은 해골왕으로 되살아났고, 그를 저주로부터 해방하기 위해 영웅들은 그를 쓰러뜨려야 했다.
게임이 막판으로 진행되면, 영웅은 대주교 라자루스와 전투를 벌이고, 디아블로도 쓰러뜨려야 한다. 끝에 영웅은 디아블로의 필멸의 육신을 처치하고 다시 영혼석에 집어넣으며, 그 자리에 목숨을 잃은 알브레히트 왕자가 남는다. 이후 영웅은 공포의 군주를 가두기 위해 이마에 영혼석을 박았다.

### 후작
디아블로 II에서 영웅은 전사 (혹은 "어둠의 방랑자") 인 것으로 밝혀졌고, 디아블로의 숙주가 되었다. 케인과 영웅의 모임은 어둠의 방랑자를 추적하였는데, 방랑자는 고위 악마 형제들을 해방시키는 과정에서 지나간 자리에 타락의 씨앗을 뿌리고 다녔다. 보이지 않는 눈의 자매교는 타락하였고, 도적은 핏빛 큰까마귀가 되었다. 마술사도 타락해 호라즌 행세를 하는 비전 성소의 가짜 소환술사가 되었다.
디아블로 III에서 크리스 메첸은 설정 변경으로 디아블로의 비화를 덧붙였는데, 전사는 레오릭 왕의 장남 아이단인 것으로 밝혀졌고, 그는 동생 알브레히트 왕자를 구출하기 위해 지하 묘지를 수색했던 것으로 밝혀졌다.

## 개발
맷 바튼에 의하면 1982년 아발론 힐이 출시한 게임 텔렌가르드가 디아블로의 개발에 영향을 주었다고 주장했다.
처음에 디아블로는 턴제 RPG로 기획되었으나, 블리자드 엔터테인먼트가 발매를 결정했을 때 앨런 애덤 등의 경영인들은 이전의 성공작인 워크래프트: 오크와 인간와 같이 디아블로가 실시간 형식으로 되어야 한다는 주장을 하였다. 처음에 당시 콘도르로 불린 블리자드 노스는 이 제안에 반대했으나, 처음으로 실시간 형식으로 기획한 후, 성공의 가능성이 있다는 것을 알고 개발에 착수하였다. 게임의 주요 개념은 클레이메이션 (클레이파이터와 유사하게)으로 실험되었으나, 블리자드는 개발팀에 3D 정적수축 방식을 대신 쓸 것을 제안하였다.

## 발매
디아블로를 하려면 본래 CD가 필요하나, 처음 사용자용 버전도 있는데 이 경우 디아블로 스폰 CD 없이도 할 수 있다. 이 버전으로는 처음 두 층의 미궁을 돌아다닐 수 도 있고, 세 직업 중 둘을 사용할 수 없고, 다수의 주민들도 등장하지 않는다. 싱글플레이어와 멀티플레이어 모두 이러한 제약이 존재한다. 처음 사용자는 다운로드로 할 수 있다.
1998년, 플레이스테이션 이식판 디아블로가 일렉트로닉 아츠에 의해 발매되었다. 이식판은 온라인 접속이 불가능하나 2인 협동이 가능했다. 또한 책을 보지 않고 해설자가 줄거리를 해석 할 수 있도록 설정이 가능했다. 유럽에서 발매된 버전은 기존의 영어판 외에도 독일어, 스웨덴어, 프랑스어 더빙판도 존재한다. 이 버전이 그리 인기를 끌지 못했던 건 플레이스테이션 메모리 카드 용량을 최대 용량인 15칸 중 10칸이나 차지하였기 때문이다.
디아블로에 확장팩이 하나 있는데 1997년에 발매된 디아블로: 지옥불이다. 이 확장팩은 블리자드 노스 개발진이 아닌 시에라 엔터테인먼트가 발매하였다. 확장팩 멀티플레이어 버전은 1.01로 제한되었다. 확장팩에는 두 미궁 구역과 이어지는 줄거리가 추가되어 있었고, 몇몇의 새 고유 장비와 마법 장비 성능, 새 주문, 그리고 새 직업인 수도사가 있었다. 그 외에도 "개발" 단계에서 버려진 두 직업 (시인과 야만용사) 그리고 두 개의 퀘스트가 코드로 남아있었다.
본 게임은 지옥불과 함께 1998년에 디아블로 + 지옥불 묶음으로 재발매되었다. 1998년 블리자드 올해의 게임 묶음팩에는 디아블로, 스타크래프트, 그리고 워크래프트 II: 어둠의 물결이 들어 있다. 2000년의 블리자드 선집에는 디아블로, 스타크래프트, 스타크래프트: 종족 전쟁, 그리고 워크래프트 II: 배틀넷판이 포함되었다. 2000년 디아블로 선물팩에는 디아블로와 디아블로 II의 오리지널 판이 들어 있다. 2001년 발매된 디아블로: 전투함은 디아블로, 디아블로 II, 그리고 디아블로 II의 확장팩인 디아블로 II: 파괴의 군주가 들어 있으나, 이후의 팩에는 디아블로가 포함되지 않고, 디아블로 II와 그 확장팩, 그리고 그에 해당하는 가이드북이 포함되었다.

## 재발매
2019년 3월 8일 블리자드 엔터테인먼트와 PC 게임 플랫폼 GOG.com과 손을 잡아 다운로드 형식으로 재발매되었다. 다만 리마스터가 아닌 HD해상도와 최신 운영체제, LAN, 배틀넷을 지원하는 방식으로 블리자드 스토어가 아닌 GOG.com에서만 단독으로 발매된다. 가격은 9.99달러로 책정됐다.

## 음악
디아블로에 쓰인 음악은 맷 울먼이 작곡했으며 디아블로 II와 확장팩 디아블로 II: 파괴의 군주의 음악까지 담당했다. 이후 맷 울먼이 토치라이트 시리즈로 유명한 루닉 게임 사로 이적하면서 디아블로 III에 쓰인 음악은 러셀 브로워, 데렉 듀크, 글렌 스태포드가 작곡했다. 디아블로 음반에는 게임 발매로부터 15년 후인 2011년에 발매되었는데 6곡이 수록되었다. 발매된 음반은 "디아블로 15주년 음악" CD였다.

## 평가
디아블로는 대체적으로 높은 평가를 받았다. 메타크리틱의 평균 평점은 94이다. 대부분 게임의 몰입감, 엄청난 반복성, 어두운 환경, 품질 좋은 그래픽, 을씨년스러운 음악, 그리고 마법 장비, 적, 단계, 그리고 퀘스트의 다양성으로 찬사를 받았다. 가장 최근에 평가를 내린 사람은 게임스팟의 편집가 트렌트 워드로, 그는 디아블로의 평가에 다음과 같이 평을 내렸다: "비슷하게도, 비록 여러 괴물들이 존재하나, 각 완전한 게임에는 몇 종만 보인다. 그건 플레이어들이 두번 세번 돌아와 전에 본 적이 없는 적들과 싸울 것이란 것이다. 반복성과 그 가치에 말한다면 그렇게 설명할 것이다."
평론가들은 온라인 멀티플레이어를 게임의 장점으로 꼽았고, 반복할 가치를 올렸다고 평하였다. 컴퓨터 게임 메거진의 신디 얀스는 "무기, 방어구, 그리고 장비는 매우 다양해 항상 새로운 것을 얻기 위해 시도할 것이며... 명시하지 않아도 되겠지만 게임의 멀티플레이어"; 라고 그녀는 평을 이어 "훌륭한 멀티플레이어 미궁 탐색을 즐긴다면, 디아블로 만한 것은 없다." 라고 평했다. 게임에 관한 불평으로는 싱글플레이어로의 용량이 좀 적다는 데 있었다. 신디 얀스는 다음과 같이 평을 마쳤다, "비록 줄거리가 적으나 (중략) 밋밋한 퀘스트와 비교적 자주 반복되는 게임의 특성은 디아블로가 '단순한 재미'를 찾는 사람들에게 적합하다." 게임스팟의 디아블로 첫 페이지에는, 부제로 게임에 대한 묘사를 다음과 같이 간략화했다: "디아블로는 지금까지 나온 게임들 중 하나로 한판이라도 소유할 만한 가치가 있다. 이상."

### 수상
디아블로는 1996년 게임스팟의 올해의 게임으로 선정되었다. 2013년 1월 7일을 기준으로 디아블로는 게임스팟 PC 게임의 최고 평점인 10점 만점에 9.6을 받았다. 2005년, 게임스팟은 디아블로를 "역대 최고의 게임들" 중 하나로 꼽았다.

### 판매량
2001년 8월 29일을 기준으로 디아블로는 250만 장이 전 세계에 판매되었다.